# Добромир
Добромир је насељено место града Крушевца у Расинском округу. Према попису из 2022. има 113 становника (према попису из 2011. било је 141 становника).

## Демографија
У насељу Добромир живи 105 пунолетних становника, а просечна старост становништва износи 42,9 година (40,6 код мушкараца и 45,1 код жена). У насељу има 39 домаћинстава, а просечан број чланова по домаћинству је 3,36.
Ово насеље је у потпуности насељено Србима (према попису из 2002. године), а у последња три пописа, примећен је пад у броју становника.
|  |

| Демографија | Демографија | Демографија |
| Година      | Становника  | Становника  |
| ----------- | ----------- | ----------- |
| 1948.       | 192         |             |
| 1953.       | 204         |             |
| 1961.       | 210         |             |
| 1971.       | 165         |             |
| 1981.       | 150         |             |
| 1991.       | 142         | 142         |
| 2002.       | 131         | 132         |
| 2011.       | 141         |             |
| 2022.       | 113         |             |

| Етнички састав према попису из 2002.‍ | Етнички састав према попису из 2002.‍ | Етнички састав према попису из 2002.‍ | Етнички састав према попису из 2002.‍ | Етнички састав према попису из 2002.‍ |
| ------------------------------------ | ------------------------------------ | ------------------------------------ | ------------------------------------ | ------------------------------------ |
|                                      |                                      |                                      |                                      |                                      |
| Срби                                 | Срби                                 |                                      | 131                                  | 100,0%                               |
| непознато                            | непознато                            |                                      | 0                                    | 0,0%                                 |

| Година пописа     | 1948. | 1953. | 1961. | 1971. | 1981. | 1991. | 2002. |
| ----------------- | ----- | ----- | ----- | ----- | ----- | ----- | ----- |
| Број домаћинстава | 36    | 39    | 44    | 41    | 41    | 41    | 39    |

| Број чланова      | 1 | 2 | 3  | 4 | 5 | 6 | 7 | 8 | 9 | 10 и више | Просек |
| ----------------- | - | - | -- | - | - | - | - | - | - | --------- | ------ |
| Број домаћинстава | 8 | 5 | 10 | 4 | 8 | 2 | 1 | 1 | 0 | 0         | 3,36   |

| Пол    | Укупно | Неожењен/Неудата | Ожењен/Удата | Удовац/Удовица | Разведен/Разведена | Непознато |
| ------ | ------ | ---------------- | ------------ | -------------- | ------------------ | --------- |
| Мушки  | 51     | 11               | 35           | 3              | 2                  | 0         |
| Женски | 56     | 3                | 35           | 14             | 4                  | 0         |
| УКУПНО | 107    | 14               | 70           | 17             | 6                  | 0         |

| Пол    | Укупно                    | Пољопривреда, лов и шумарство | Рибарство                            | Вађење руде и камена | Прерађивачка индустрија       |
| ------ | ------------------------- | ----------------------------- | ------------------------------------ | -------------------- | ----------------------------- |
| Мушки  | 24                        | 1                             | 0                                    | 0                    | 14                            |
| Женски | 12                        | 0                             | 0                                    | 0                    | 7                             |
| УКУПНО | 36                        | 1                             | 0                                    | 0                    | 21                            |
| Пол    | Производња и снабдевање   | Грађевинарство                | Трговина                             | Хотели и ресторани   | Саобраћај, складиштење и везе |
| Мушки  | 0                         | 2                             | 5                                    | 0                    | 1                             |
| Женски | 0                         | 0                             | 0                                    | 0                    | 0                             |
| УКУПНО | 0                         | 2                             | 5                                    | 0                    | 1                             |
| Пол    | Финансијско посредовање   | Некретнине                    | Државна управа и одбрана             | Образовање           | Здравствени и социјални рад   |
| Мушки  | 0                         | 0                             | 1                                    | 0                    | 0                             |
| Женски | 0                         | 0                             | 0                                    | 2                    | 3                             |
| УКУПНО | 0                         | 0                             | 1                                    | 2                    | 3                             |
| Пол    | Остале услужне активности | Приватна домаћинства          | Екстериторијалне организације и тела | Непознато            | Непознато                     |
| Мушки  | 0                         | 0                             | 0                                    | 0                    | 0                             |
| Женски | 0                         | 0                             | 0                                    | 0                    | 0                             |
| УКУПНО | 0                         | 0                             | 0                                    | 0                    | 0                             |